# Jakupica
La Jakupica (en macédonien Јакупица) est un massif montagneux du centre de la Macédoine du Nord. En macédonien, il est également appelé Мокра Планина, soit Mokra Planina, qui signifie « montagne humide ». Elle atteint au nord l'agglomération de Skopje, où elle s'achève avec le mont Vodno, et elle est limitée par la vallée de la Treska et du Vardar et la plaine encaissée de Pélagonie. Son point culminant est la Solunska Glava, qui s'élève à 2 540 mètres d'altitude. Son nom, qui signifie « tête de Salonique », a été donné par des soldats yougoslaves qui y ont campé en 1924 et qui ont cru voir depuis ses hauteurs les lumières de Thessalonique.
Le massif, formé pendant l'ère tertiaire, possède un noyau en gneiss et en schiste et compte d'épaisses couches du Mésozoïque formées de strates de calcaire et de dolomie. L'activité glaciaire a laissé deux petits lacs proches des sommets.

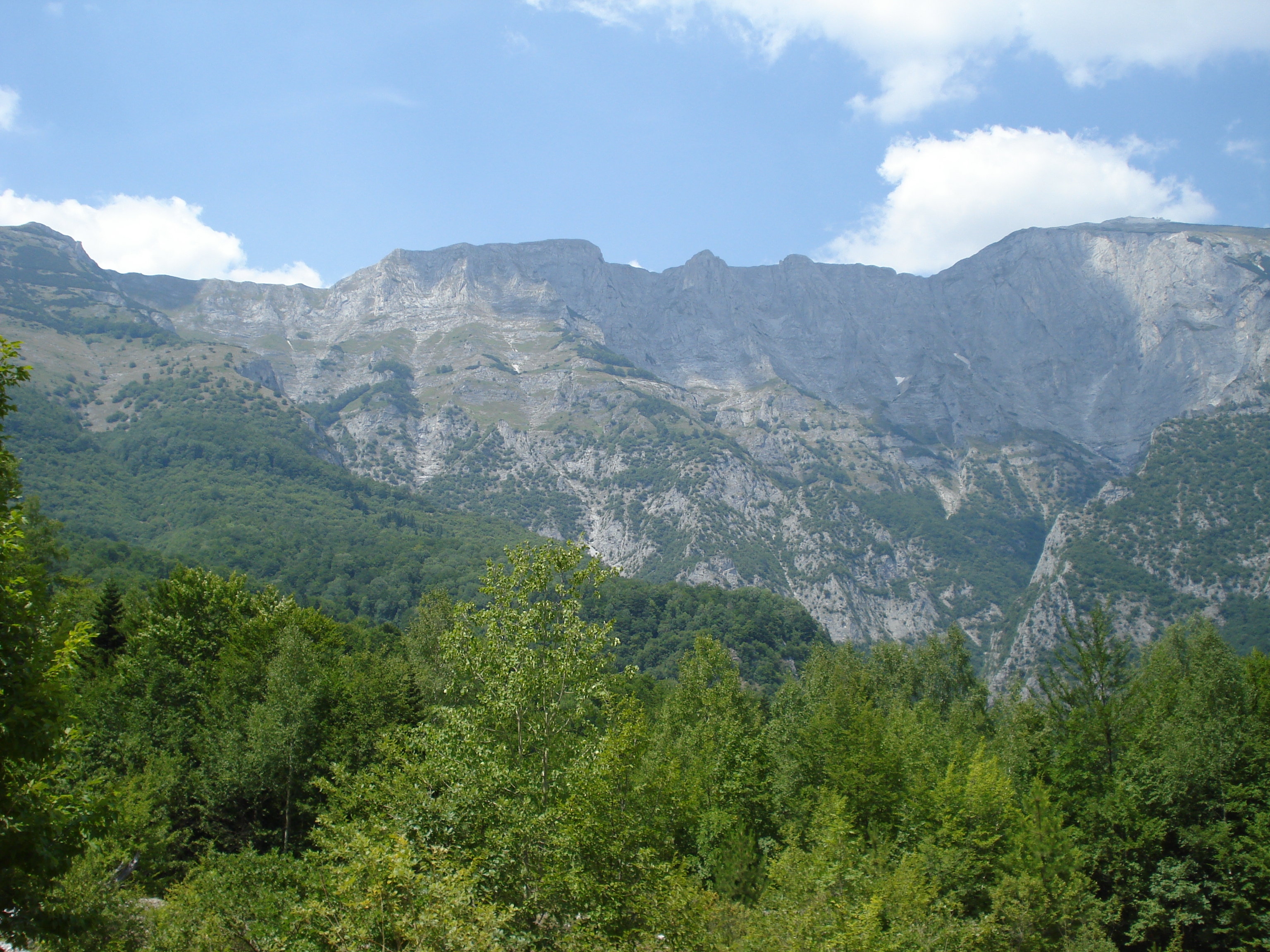
Vue de la chaîne
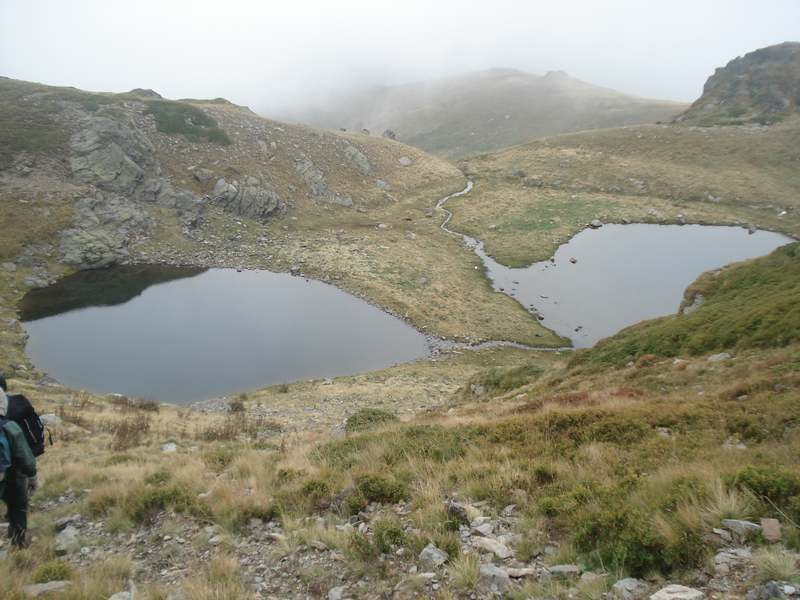
Les lacs glaciaires
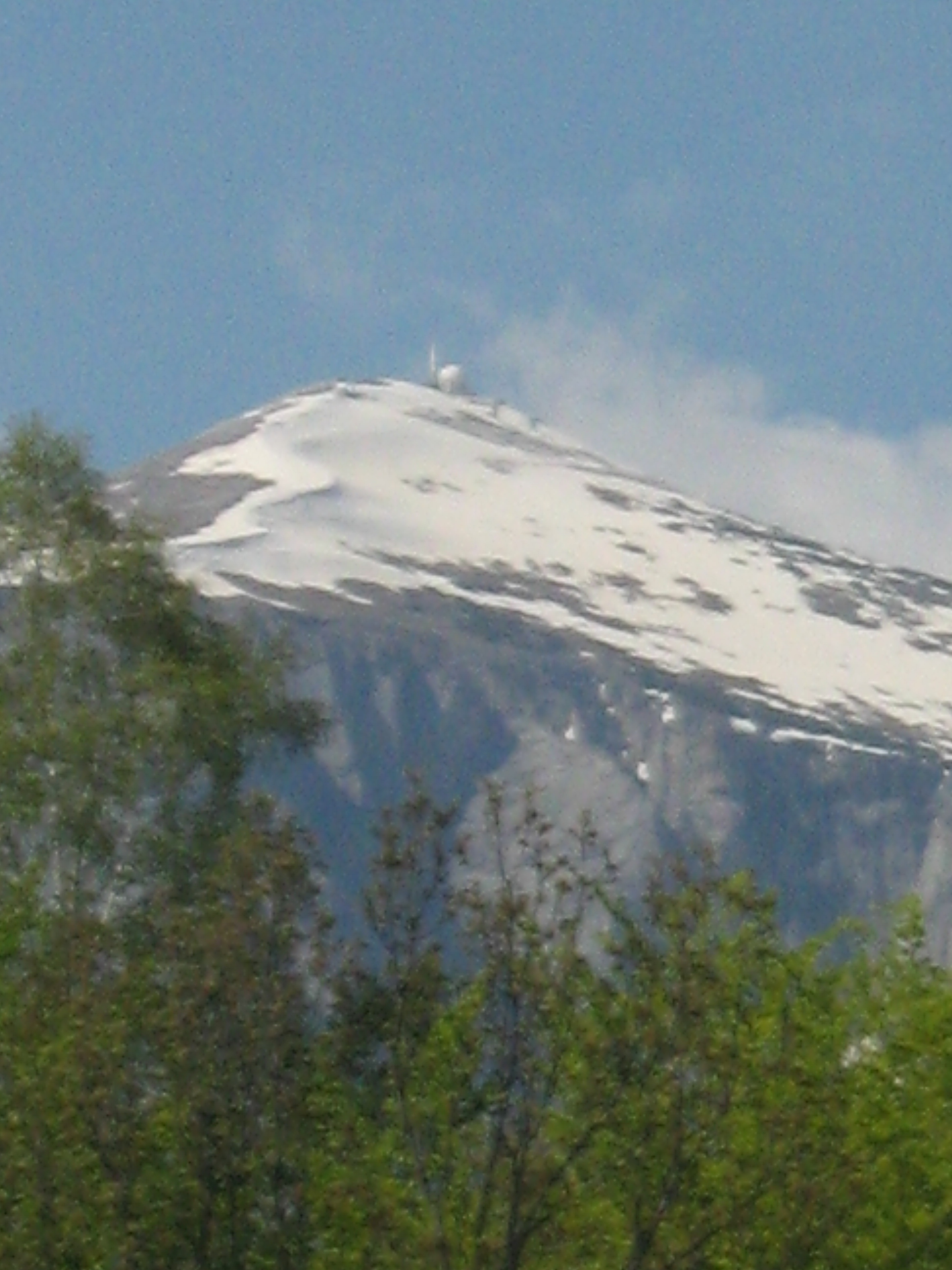
La Solunska Glava
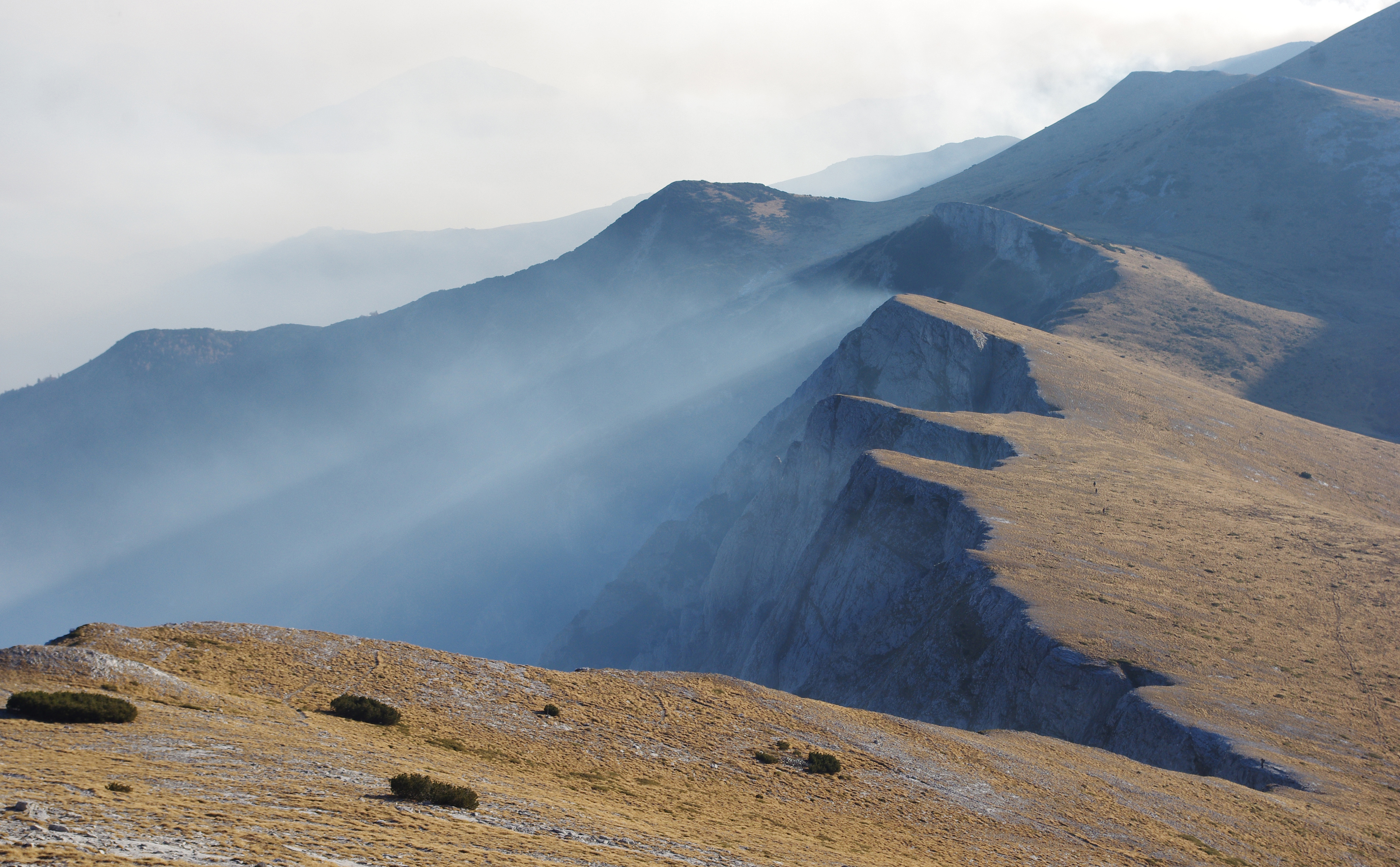
Le Nežilovo Crag (2,000-2,200 m), en dessous du Solunska Glava, Macedoine du Nord. 2011.